# Я есть Грут (серия комиксов)
«Я есть Грут» (англ. I Am Groot) — ограниченная серия комиксов, которую в 2017 году издавала компания Marvel Comics.

## Синопсис
Серия повествует о приключениях Грута, когда он поневоле отделяется от других Стражей Галактики.

### Выпуски
| № | Дата выхода      | Оценка на Comic Book Roundup    | Предполагаемый объём продаж (первый месяц) |
| - | ---------------- | ------------------------------- | ------------------------------------------ |
| 1 | 24 мая 2017      | 7,5 из 10 на основе 14 рецензий | 32 260, позиция в Северной Америке — 71    |
| 2 | 28 июня 2017     | 9,5 из 10 на основе 1 рецензии  | 23 202, позиция в Северной Америке — 113   |
| 3 | 26 июля 2017     | н/д                             | 15 333, позиция в Северной Америке — 133   |
| 4 | 23 августа 2017  | 7,8 из 10 на основе 1 рецензии  | 15 834, позиция в Северной Америке — 137   |
| 5 | 27 сентября 2017 | 8,9 из 10 на основе 1 рецензии  | 12 648, позиция в Северной Америке — 159   |

### Сборники
| Название   | Тип            | Дата выхода    | Собранный материал | Кол-во страниц | ISBN                      | Предполагаемый объём продаж (первый месяц) |
| ---------- | -------------- | -------------- | ------------------ | -------------- | ------------------------- | ------------------------------------------ |
| I Am Groot | Мягкая обложка | 5 декабря 2017 | I Am Groot #1-5    | 112            | 9781302908546, 1302908545 | 1 753, позиция в Северной Америке — 42     |

## Отзывы
На сайте Comic Book Roundup серия имеет оценку 8,4 из 10 на основе 17 рецензий. Джесс Шедин из IGN дал первому выпуску 7,4 балла из 10 и похвалил художника. Балтимор Лорен из Bleeding Cool, рецензируя дебют, также отметил хорошую работу Флавиано. Алисса Джексон из AIPT поставила первому выпуску оценку 10 из 10 и посчитала, что это «фантастическое начало для действительно увлекательной новой серии». Борис Блинохватов из «Мира фантастики» включил серию в топ главных комиксов зимы 2020—2021 годов.